# Megalophthalma
Megalophthalma is een geslacht van uitgestorven  temnospondyle Batrachomorpha (basale 'amfibieën') behorend tot de familie Plagiosauridae. Het wordt enkel vertegenwoordigd door de soort Megalophthalma ockerti. 

## Naamgeving
In 1985 vond de amateurpaleontoloog Willi Ockert een fossiel in de kalksteengroeve van Schuman bij Velberg. Hij prepareerde het zelf.
In 2014 werd de typesoort Megalophthalma ockerti benoemd door Rainer Schoch e.a. De geslachtsnaam betekent 'groot oog' van uit het Griekse megalos, 'groot', en ophthalmós, 'oog'. De soortaanduiding eert Ockert als ontdekker.
Het holotype MHI 2047 is gevonden in een laag van de Erfurtformatie uit het Midden-Trias van Zuid-Duitsland. Het bestaat uit een gedeeltelijke schedel en een fragment van het dentarium van de linkeronderkaak.

## Beschrijving
Megalophthalma onderscheidt zich van andere temnospondylen door zijn zeer grote oogkassen, die het grootste deel van de schedel innemen en worden begrensd door dunne botstutten. Zoals die van de meeste plagiosauriden, is de schedel plat, breed en ongeveer driehoekig. De oogkassen zijn vijfhoekig. De botten aan de achterkant van de schedel zijn sterk gemodificeerd en vertonen overeenkomsten met die van de plagiosauride Plagiosternum. Zowel Megalophthalma als Plagiosternum missen prefrontale en postfrontale botten. In feite wordt gedacht dat Megalophthalma en Plagiosternum hun eigen clade of evolutionaire groep vormen binnen Plagiosauridae, genaamd Plagiosterninae. In algemene vorm bevinden Megalophthalma en Plagiosternum zich tussen de basale plagiosauride Plagiosuchus (die meer lijkt op niet-plagiosauride temnospondylen) en de afgeleide Gerrothorax (die een nog sterker gemodificeerde schedel heeft dan plagiosterninen).
De auteurs die Megalophthalma oorspronkelijk beschreven, veronderstelden dat het en andere plagiosauriden ogen hadden die veel kleiner waren dan de oogkassen. De meeste reconstructies van plagiosauriden, vooral die van Gerrothorax, laten zien dat ze afgeplatte ogen hebben die de meeste oogkassen vullen. Een plat oog is echter uiterst onwaarschijnlijk omdat de lens te dicht bij het netvlies zou zijn om een beeld scherp te stellen. Megalophthalma en andere plagiosauriden hadden waarschijnlijker bolvormige ogen zoals die van moderne amfibieën. De schedel van Megalophthalma is te ondiep voor een bolvormig oog met de breedte van de oogkas om erin te passen, dus het oog was waarschijnlijk veel kleiner, misschien minder dan een centimeter in diameter. Het oog was waarschijnlijk aan de voorkant van de oogkas gepositioneerd, zoals bij moderne amfibieën met kleine ogen zoals cryptobranchide salamanders en pipide kikkers. Een andere mogelijkheid, hoewel veel minder waarschijnlijk geacht, is dat Megalophthalma en andere plagiosauriden ogen hadden die leken op die van de levende diepzeevis Ipnops, die zijn gereduceerd tot een bladachtig netvlies dat het bovenoppervlak van de schedel bedekt en alleen in staat is om beweging van schaduwen te detecteren. Net bij als Ipnops wordt aangenomen dat plagiosauriden op de bodem van waterlichamen hebben gerust en een prooi overvielen die boven ze zwom. Ipnops en plagiosauriden zijn echter slechts zeer in de verte verwant, waardoor het onwaarschijnlijk werd geacht dat lensloze ogen bij Megalophthalma zijn geëvolueerd.